# 鏡の国の戦争 (漫画)
『鏡の国の戦争』（かがみのくにのせんそう）は戦争をテーマにしたいしいひさいち作の4コマ漫画である。潮出版社「コミックトム」に連載された。
主な舞台となっているのは日本に似た架空の王国と国民、およびそこに存在する軍隊であり、時代設定は、戦略や武器に関しては第二次世界大戦のレベル、社会風俗に関しては、テレビなどが登場することから、昭和戦後期のレベルと思われる。また、スパイが題材の作品では冷戦当時の世界が舞台となっている場合もある。
作者は、ミステリーを題材にしたComical Mystery Tourなど数々のパロディーを手がけていることからもわかるようにスパイ小説にも造詣が深い。この作品集のタイトルは、スパイ小説の第一人者のジョン・ル・カレの主要作の一つThe Looking-Glass War (1965，邦題『鏡の国の戦争』)からの引用である。（鏡の国の戦争 (映画) も参照）
なお、他誌に掲載された同じテーマのいしい作品に、『戦場にかける恥』、『眼前の敵』がある。

## 主な組織・兵科
陸軍
無能な将軍達と、やる気の無い兵士達で構成されている。丸にへの字がシンボルマーク。徴兵制を採用しており、その手段を選ばない選別方法から「兵隊狩り」と揶揄されている。基本的な散兵戦の他に、塹壕戦やトーチカ陣地の破壊などを行なっている（が、たいてい成功しない）。少なくとも師団が13個は存在している模様。わずかながら配備されている最新鋭戦車は、各地の戦場に出向いて兵士の戦意を高揚する、そしてそのまま戦わずに帰るのが主な任務である。陸軍最強の部隊は言葉も通じない外人部隊。
海軍
陸軍に優るとも劣らぬ間抜けっぷり。艦艇不足から漁船を改造した船などが配備されている。駆逐艦は爆雷の代わりにドラム缶を搭載し、同じく物資不足で魚雷の代わりにプロパンガスのボンベを搭載した敵潜水艦と応戦し合う。老朽艦は被弾ではなく金属疲労で沈没する。悲壮な人間魚雷は不発で、乗員はムチ打ち症で捕虜になった。
空軍
この世界の飛行機はまだプロペラ機。飛行中にプロペラが外れたりする。特攻隊員は『愛国薬』と称したヒロポンを与えられ、ハイテンションで出撃してゆく。技術陣は墜落した敵の主力戦闘機を発見し、研究のために分解したら元に戻せなくなった。
レンジャー部隊
敵の将軍を拉致したり、敵陣に夜襲をかけるなどの任務を行なうが、いつも成功しない。
国王親衛隊
陸海空軍と異なり完全志願制。ゆえに隊員は３名しかいない。
憲兵隊
軍内の警察組織としての任務の他に、国民の思想統制や反体制派の摘発も行なっている。国家憲兵隊。

## その他
国王
国の最高統治者。作中には登場しない。
国民
基本的に戦争に理解も興味もなく、その上嘘の総司令部発表（大本営発表）のために、実際の戦況を知らない。男達は何とかして兵役を逃れようと考えている。一部の学生や市民は地下組織を作って政府と軍に抵抗しているが、摘発を恐れ、且つ真面目に反戦活動もしない。誰の目にも付かない所で反戦デモを行なったりしている。都市部での反戦活動は対立国のレジスタンス組織がやっている。
高地民族
国境近くに住んでいる少数民族。みんな細眼で同じような顔。一部の過激派がゲリラとなって国の支配に抵抗している。兵隊を捕まえて自分達の娘の婿にしたり、塹壕掘りを農業用水路作りと勘違いしたり、難民キャンプにハイキングに来たりする。
炊事係
将兵の食事を作る軍属。高地民族の者が担当しており、メニューはいつもシチュー。
敵軍
同レベルのヘタレっぷりで一進一退を繰り返す。シンボルマークは丸にのの字。軍服は第二次世界大戦期のドイツ軍に似ている。